# ساني آسلوند
ساني آسلوند (بالسويدية: Sanny Åslund)‏ هو لاعب كرة قدم ومدرب كرة قدم ولاعب هوكي الجليد سويدي في مركز الهجوم، ولد في 29 أغسطس 1952 في تورسبي ‏ في السويد. شارك مع منتخب السويد لكرة القدم. أما مع النوادي، فقد لعب مع أيك سولنا وإسبانيول وفيردر بريمن ونادي مالمو.

## وصلات خارجية
- ساني آسلوند على موقع الاتحاد الدولي (مؤرشف)  (الإنجليزية)
- ساني آسلوند على موقع قاعدة بيانات كرة القدم.إي يو (الإنجليزية)
- ساني آسلوند على موقع ناشيونال فوتبول تيمز (الإنجليزية)
- ساني آسلوند على موقع EliteProspects.com (الإنجليزية)